# Astronomisch-Physikalisches Kabinett
Das Astronomisch-Physikalische Kabinett ⊙ ist ein Museum in Kassel. Die Sammlung fußt auf der Förderung der Naturwissenschaften durch die hessischen Landgrafen und deren Leidenschaft für Kuriositäten. Das Museum ist unterteilt in die Ausstellungsbereiche Astronomie, Uhren, Geodäsie, Physik und Mathematik/Informationstechnik. Die Zeitspanne der Exponate geht von der Spätrenaissance bis zur Industriellen Revolution. Das Museum befindet sich heutzutage in der Orangerie in der Karlsaue.

## Geschichte
Die Geschichte des Museums geht zurück bis zu Wilhelm IV. von Hessen-Kassel, genannt der Weise. Er war wissenschaftlich sehr interessiert und gründete 1560 Europas erste fest eingerichtete Sternwarte in Kassel. Um 1600 begründete er eine Kunst-Kammer, aus der sich die naturwissenschaftlich technische Sammlung entwickelte. Weiterhin prägend für das Museum waren die Uhrmacher, Instrumentenbauer und Astronomen Eberhard Baldewein und Jost Bürgi.
Die älteste erhaltene Inventarliste der Kunst-Kammer stammt aus dem Jahre 1573. Die nächste, von 1644, ist dreimal beglaubigt worden, was die Wichtigkeit der Sammlung betont. Die seltenen mathematischen Instrumente waren ein Grund, weshalb im 17. Jahrhundert Bibliothekare, Mathematiker und naturwissenschaftliche Gelehrte in Kassel tätig waren.
Unter Karl von Hessen-Kassel erfuhr die Sammlung eine qualitative und vielseitige Vermehrung. Er begann einen ganzen Stab von Mechanikern, Optikern und Kunsthandwerkern zu beschäftigen.
Unter all den hochkarätigen Wissenschaftlern und Handwerkern gab es auch schwarze Schafe. So fiel Karl von Hessen-Kassel auf den Hochstapler Domenico Manuel Caetano herein. Der Betrüger unternahm kostspielige Experimente und kreierte falsches Gold, das heute noch aufbewahrt wird. Auch ein falsches Perpetuum mobile von Johann Ernst Elias Bessler ließ er sich präsentieren. Der Franzose Denis Papin experimentierte hier als Pionier über die Nutzung der Dampfkraft. Von ihm sind mehrere Exponate erhalten.
Das Museum Fridericianum enthielt bereits ein Mathematisches Kabinett, Physikalisches Kabinett, Uhrensaal, Kabinett der Optik und einen Saal mit dem Namen: „Saal, worin viele Maschinen aufbewahrt werden“.
Das Kurfürstentum Hessen wurde 1866 von Preußen annektiert. Im Zuge dessen schlief die Sternwarte immer mehr ein, Ankäufe für die Sammlung blieben aus, die wissenschaftlichen Instrumente im Museum Fridericianum gerieten ins Hintertreffen. Durch das persönliche Engagement einiger Bürger konnte ein Auflösen der Sammlung verhindert werden.
Mit der Fertigstellung des Hessischen Landesmuseums 1913 musste das Museum Fridericianum geräumt werden. Aber im Zwehrenturm verblieben die großen Beobachtungsinstrumente und die Sammlung blieb beisammen. Fotografien und Schnitte aus dem Jahre geben Aufschluss über den Verbleib einiger Exponate. Die astronomisch-physikalische Sammlung wurde im Hessischen Landesmuseum untergebracht. 1938 kamen einige Objekte in das neugegründete Landgrafenmuseum.
Während des Zweiten Weltkrieges wurden mehrere Exponate bis 1950 ausgelagert. Nichtsdestotrotz wurden im Feuersturm vom 22. Oktober 1943 zahlreiche Exponate zerstört. 1935 übernahm der Technikhistoriker Paul Adolf Kirchvogel für 40 Jahre die Betreuung des Astronomisch-Physikalischen Kabinetts. Als Soldat im Heimaturlaub 1943 barg er eigenhändig geschädigte Exponate aus den Trümmern des Landgrafenmuseums. Er sorgte auch für Vermehrung der Sammlung durch eine Instrumenten-Stiftung der Hamburger Sternwarte. Das Astronomisch-Physikalischen Kabinett konnte am 25. Januar 1953 im Gebäude des Hessischen Landesmuseums wiedereröffnet werden.
Im Sommer 1983 wurde der Nutzungsplan für das Museum Fridericianum für die documenta geändert. Als Ausweichlösung für die naturwissenschaftlichen Exponate kam nun die barocke Orangerie ins Gespräch. Die Sammlung sollte im Zuge dessen nach der Größe der Exponate aufgeteilt werden. Diese museumspädagogisch unschlüssige Idee konnte durch Bürgerproteste abgewendet werden. Am 2. September 1988 bestätigte die Landesregierung die Nutzungserlaubnis: Die Orangerie bleibt dem Kabinett, dem Planetarium und Teilen der Sammlung für Technikgeschichte vorbehalten. Nach dem Neubau der documenta-Halle im Jahr 1992 konnte das Astronomisch-Physikalische Kabinett mit Planetarium in die Orangerie ziehen und den Großteil des Bauwerks für seine Dauerausstellung nutzen. Die notwendigen Umbaumaßnahmen in der Orangerie nahm der Architekt Dieter Quast vor. Ludolf von Mackensen war Gründungsleiter des 1992 neu eröffneten „Museums für Astronomie und Technikgeschichte“, wie das Museum bis 2004 hieß. Seit November 2004 hat es wieder den historischen Namen Astronomisch-Physikalisches Kabinett erhalten.
Seit April 2021 ist das Kabinett laut Homepage „bis auf Weiteres geschlossen“. Grund sind laut Presseberichten und Aussagen des Direktors der Museumslandschaft Hessen Kassel, Martin Eberle, Sanierungsbedarf an den Gebäuden der Orangerie und die Notwendigkeit, die Präsentation der Sammlung zu überarbeiten. Mit einer Wiedereröffnung in der Orangerie sei in diesem Jahrzehnt nicht zu rechnen. Möglicherweise werde die Sammlung in kondensierter Form an einem anderen Standort präsentiert und für die Orangerie eine andere Nutzung gefunden. Gegen die Schließung und eine mögliche Verlagerung bzw. verkleinerte Präsentation der Sammlung gab es Kritik aus der Bevölkerung.
Das Museum gehört zum Museumsverbund „Museumslandschaft Hessen Kassel“.
Auf dem Gelände befindet sich der Planetenwanderweg Karlsaue. Die Sonne ist über dem Eingang auf die Glasscheibe gemalt.

## Sammlung

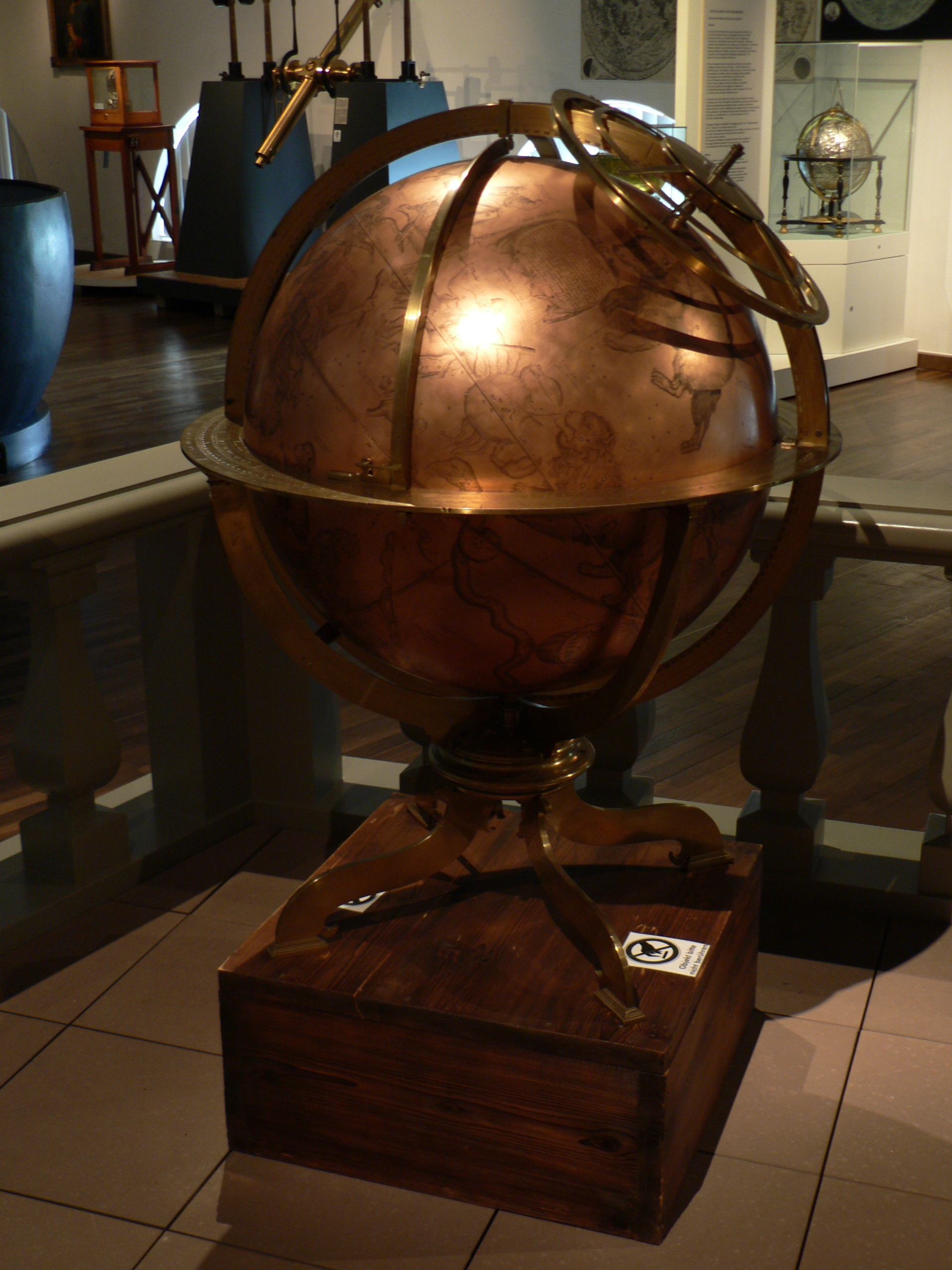
Himmelsglobus von Jost Bürgi um 1582 Foto von A.B.

Draußen neben dem Eingang steht ein Gerät, mit dem die Höhe und Richtung der Sonne bestimmt werden kann. Im Inneren ist die Sammlung des Astronomisch-Physikalischen Kabinetts unterteilt in die Ausstellungsbereiche Astronomie, Uhren, Geodäsie, Physik und Mathematik/Informationstechnik. Die Zeitspanne der Exponate reicht von der Spätrenaissance bis zur Industriellen Revolution. Im Februar 2015 wurde der Dauerausstellungsbereich „Raum und Zeitmessung: 1600 – 1900“ eröffnet. Ein Kuriosum hierbei ist die lebensgroße, mechanische Nachbildung eines Maikäfers, dessen Fühler und Beine durch ein Uhrwerk bewegt werden können. Dieses Werk der Feinmechanik findet erstmals Erwähnung im Verzeichnis des Nachlasses der Landgräfin Agnes von 1602. Es wird Jost Bürgi zugeschrieben.
Ausgestellt werden unter anderem Sonnenuhren, Sekundenpendeluhren, Vakuumpumpen, Mikroskope, Elektrisiermaschinen, frühe Rechenmaschinen und Quadranten. Mechanische Himmelsgloben und astronomische Kunstuhren halfen durch ihre uhrwerksgetriebene Simulation der Himmelsbewegungen den Kosmos zu verstehen. Hervorzuheben sind hier zum einen der kupferne Himmelsglobus von Jost Bürgi, um 1580 begonnen, mit 1180 Fixsternen, teilweise in Silber eingelegt. Zum anderen der 1592 von Emery Molyneux aus Holz, Metall und Papier geklebten englischen Himmelsglobus, von dem es in Deutschland nur ein weiteres Exemplar gibt.
Die Sammlung enthält auch eine Rekonstruktion des Mechanismus von Antikythera sowie ein Foucaultsches Pendel, mit 9 Metern Höhe.

## Planetarium
Das Museum beherbergt Hessens größtes Planetarium. Eröffnung war am 30. April 1992. Der Planetariumsprojektor war ein Zeiss System 1015 A. Die Kuppel hat einen Durchmesser von 10 Metern. 54 Sitzplätze stehen zur Verfügung. Das Programm wird vom Astronomischen Arbeitskreis Kassel gestaltet. Im Jahr 2016 erhielt das Planetarium ein neues, zeitgemäßes Projektionssystem mit einem Zeiss Skymaster ZKP 4 zur Sternenprojektion ergänzt um ein Full-Dome-Projektionssystem Velvet Duo, so dass ein hybrides Projektionsgerät zur Verfügung steht. Seit Januar 2023 ist das Planetarium wegen Personalmangel und zur Erneuerung des Brandschutzes geschlossen und wird voraussichtlich frühestens im Oktober 2024 wieder geöffnet.